# Igor Rončević

Igor Rončević (1951., Zadar), hrvatski je slikar. Član suradnik HAZU od 2016. godine.

## Životopis
Igor Rončević rođen je 1951. u Zadru. Gimnaziju završava u Zadru. 
Igor Rončević pojavio se na hrvatskoj likovnoj sceni u drugoj polovici 70-ih u vrijeme transavangardnog obrata, tj. povratka slikarstva, što je smijenilo dugogodišnju dominaciju konceptuale, primarnog slikarstva, analize likovnog medija. Godine 1971. upisuje slikarstvo na Akademiji likovnih umjetnosti u Zagrebu gdje 1976. diplomira u klasi prof. Šime Perića. Samostalno izlaže od 1976. godine. Početkom 1980-ih jedan je od međunarodno priznatih predstavnika tzv. nove slike. Talijanski kritičar A. B. Oliva, teoretičar transavangarde, uključio ga je tada u svoju knjigu Trans-Avantgarde International. Od 1979. do 1981. suradnik je Majstorske radionice prof. Ljube Ivančića i prof. Nikole Reisera.
Po završenu školovanju postaje član Zajednice umjetnika Hrvatske. 
Stipendiju francuske vlade koristi u Parizu na Akademiji likovnih umjetnosti (Académie des Beaux-Arts)  1981./1982. godine. U više navrata boravi na studijskim putovanjima u Italiji, Njemačkoj i SAD-u.
Godine 1995. postaje predavač na Akademiji likovnih umjetnosti u Zagrebu, gdje je danas redoviti profesor na slikarskom odsjeku i poslijediplomskom doktorskom studiju likovne umjetnosti.
Do 2016. imao je pedesetak samostalnih te je sudjelovao na stotinjak skupnih izložbi u zemlji i inozemstvu.
U izdanju „Mete“ 2006. tiskana je monografija Igor Rončević.

## Nagrade i priznanja
- 1981.

Zagreb, Nagrada 7 sekretara SKOJ-a za slikarstvo
Zagreb, 13. salon mladih, Nagrada za slikarstvo
- 1997. Odlikovan je Redom Danice hrvatske s likom Marka Marulića:  za doprinos u kulturi
- 2001.

Zagreb, Godišnja nagrada Hrvatskog društva likovnih umjetnika
- 2004.

Zagreb, Republička nagrada za slikarstvo Vladimir Nazor
- 2005.
- 2016. član suradnik HAZU[1]

## Izložbe
Samostalno izlaže od 1976. godine.
Sudjelovao je na sedamdesetak samostalnih izložbi i više od sto skupnih.

## Vanjske poveznice
- Službena stranica Igora Rončevića